# Serinus Energy
Serinus Energy Inc. – międzynarodowa spółka zajmująca się poszukiwaniem i produkcją ropy naftowej oraz gazu, posiadająca projekty w Tunezji oraz Rumunii i będąca ich operatorem.

## Zarząd i Rada Dyrektorów
Firma zarządzana jest przez międzynarodowy zespół menedżerów, w skład którego wchodzą:
- Jeffrey Auld – Prezes i Dyrektor Generalny

- Calvin Brackman – Wiceprezes ds. Relacji Zewnętrznych i Strategii
- Andrew Fairclough – Dyrektor Finansowy

- Alexandra Damascan – Prezes Serinus Energy Romania (Rumunia)

- Haithem Ben Hassen – Prezes Serinus Energy Tunisia BV (Tunezja)

Nadzór nad działalnością spółki pełni Rada Dyrektorów, w skład której wchodzą:
- Łukasz Rędziniak - Przewodniczący Rady Dyrektorów, (członek zależny), Przewodniczący Komitetu ds. Wynagrodzeń, Przewodniczący Komitetu ds. Nominacji
- Jeffrey Auld – Prezes i Dyrektor Generalny (CEO), Dyrektor w Radzie Dyrektorów (członek zależny)
- Eleanor Barker – Dyrektor w Radzie Dyrektorów (członek niezależny), Przewodnicząca Komitetu ds. Audytu, członek Komitetu ds. Nominacji oraz Komitetu ds. Oceny Rezerw
- Jim Causgrove – Dyrektor w Radzie Dyrektorów (członek niezależny), Przewodniczący Komitetu ds. Oceny Rezerw, członek Komitetu ds. Audytu
- Dawid Jakubowicz – Dyrektor w Radzie Dyrektorów (członek zależny)
- Andrew Fairclough - Dyrektor ds. Finansowych w Radzie Dyrektorów (członek niezależny)[4]